# 史蒂夫·斯蒂帕诺维奇
史蒂夫·斯蒂帕诺维奇（英語：Steve Stipanovich，1960年11月17日—），美国NBA联盟前职业篮球运动员。